# Risto Krle
Risto Krle (makedonska Ристо Крле), född 3 september 1900 i  Struga, död 29 oktober 1975 i Skopje, var en makedonsk dramatiker.